# 叙兹河畔讷伊
叙兹河畔讷伊（法語：Neuilly-sur-Suize，法語發音：[nøji syʁ sɥiz]）是法国上马恩省的一个市镇，属于肖蒙区。

## 地理
叙兹河畔讷伊（48°3'2"N, 5°8'56"E）面积14.67 平方千米，位于法国大東部大區上马恩省，该省份为法国东北部内陆省份，北起马恩省和默兹省，西接奥布省，西南接科多尔省，东南接上索恩省，东临孚日省。
与叙兹河畔讷伊接壤的市镇（或旧市镇、城区）包括：肖蒙、富兰、马恩河畔吕济、里什堡、韦尔比耶勒。

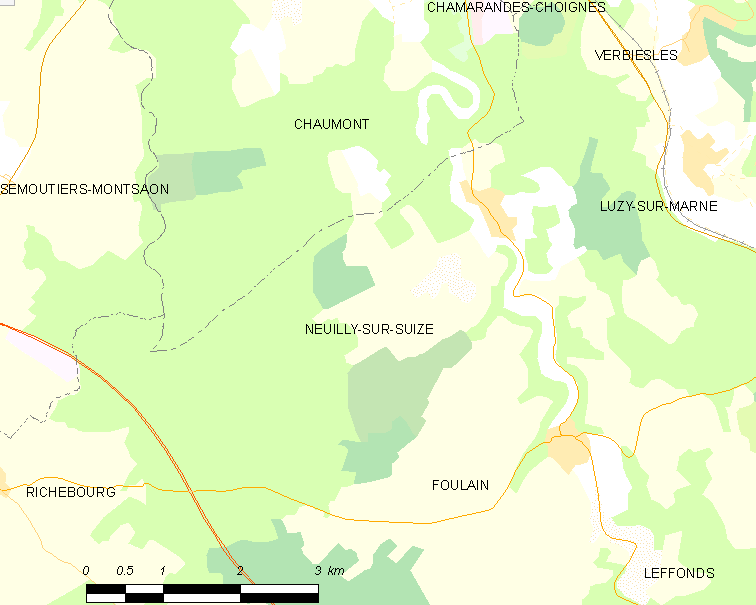
叙兹河畔讷伊的OSM定位图

叙兹河畔讷伊的时区为UTC+01:00、UTC+02:00（夏令时）。

## 行政
叙兹河畔讷伊的邮政编码为52000，INSEE市镇编码为52349。

## 政治
叙兹河畔讷伊所属的省级选区为肖蒙第三县。

## 人口

1962-2008年间叙兹河畔讷伊人口变化图示

叙兹河畔讷伊于2022年1月1日时的人口数量为292人。